# Adelognathus ctenonyx
Adelognathus ctenonyx là một loài tò vò trong họ Ichneumonidae.